# Jon Jerde
Jon Jerde est un architecte américain né le 22 janvier 1940 à Alton et mort le 9 février 2015  à Brentwood (Los Angeles).
Il a créé en 1977 l'agence d'architecture The Jerde Partnership basé à Los Angeles. Il a dessiné notamment le Wynn Las Vegas mais aussi d'autres hôtels-casino de Las Vegas comme le Bellagio (Las Vegas) ou le Palms casino-resort. Il a conçu plus d'une vingtaine de gratte-ciel en particulier en Chine.

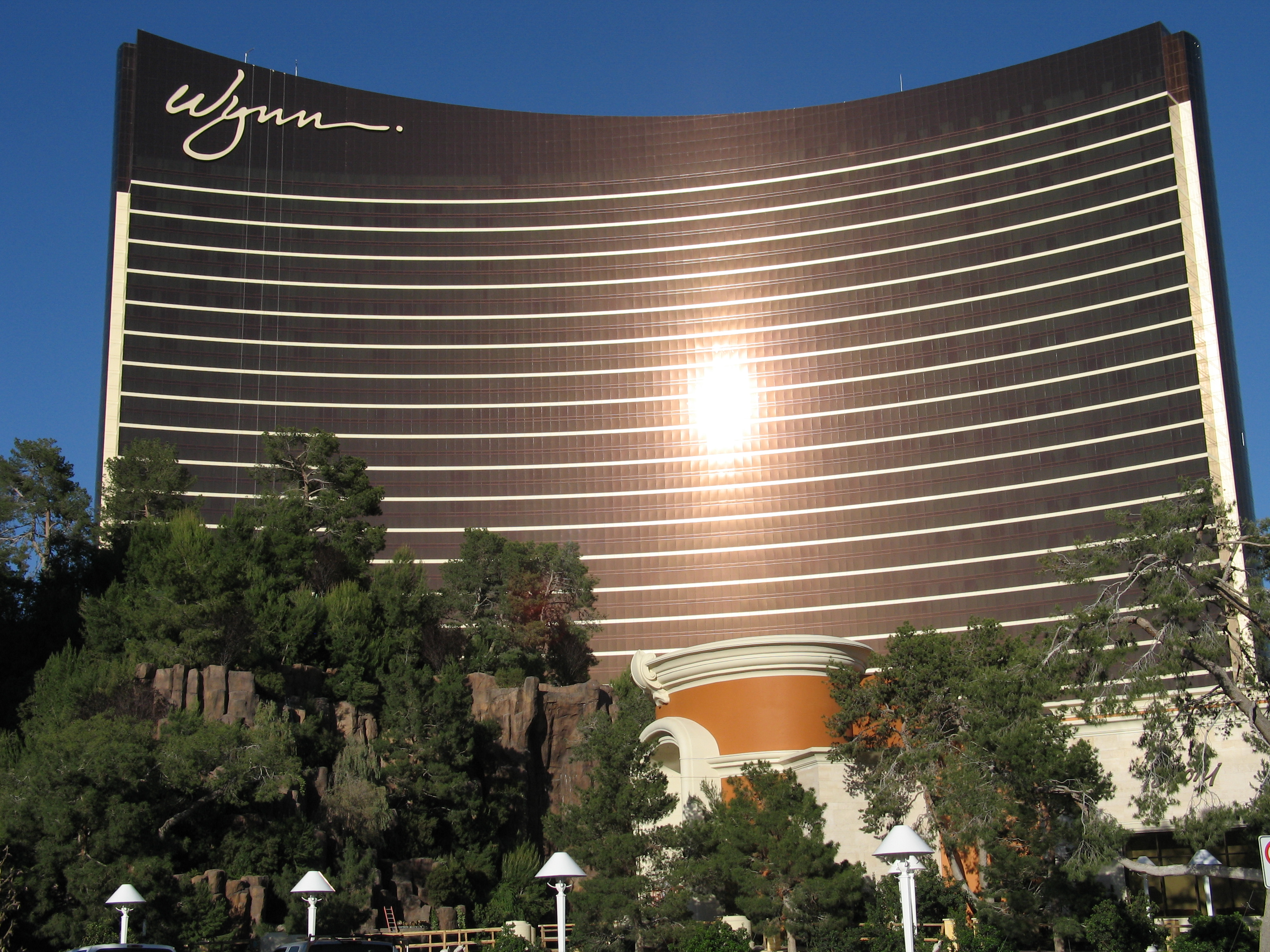
Wynn Las Vegas

## Quelques réalisations
- Bellagio (Las Vegas), Las Vegas, 1998
- Roppongi Hills Residences, Tokyo, 2003
- Langham Place Hotel Hong Kong, Hong Kong, 2004
- Morongo Casino Resort Hotel, Cabazon, États-Unis, 2004
- Wynn Las Vegas, Las Vegas, 2005
- Istanbul Canyon 1, Istanbul, 2006
- Palms casino-resort, Las Vegas, 2006
- Changsha Xinhe Delta Office, Changsha, 2014